# Josh Harrop
Josh Harrop, född 15 december 1995 i Stockport i Storbritannien, är en engelsk fotbollsspelare (mittfältare).

## Karriär
Josh Harrop växte upp som supporter till Manchester United och började spela för klubben som sjuåring. Seniordebuten skulle dock dröja fram tills att han var 21 år gammal.
I den sista ligamatchen säsongen 2016/2017, den 21 maj, fick Harrop nämligen chansen från start mot Crystal Palace. Den offensiva mittfältaren tackade för förtroendet genom att ge Manchester United ledningen efter 15 minuters spel. Han blev därefter utsedd till Man of the Match i 2-0-segern.
Trots succédebuten valde Harrop snart att lämna Manchester United. Under sommaren löpte hans kontrakt ut och han nobbade då en förlängning med klubben, för att istället krita på ett fyraårskontrakt med The Championship-klubben Preston North End. Mittfältaren förklarade sitt beslut med att utsikterna till speltid såg bättre ut i Preston North End än i Manchester United.
I januari 2021 lånades Harrop ut till League One-klubben Ipswich Town på ett låneavtal över resten av säsongen 2020/2021. Den 27 januari 2022 lånades han ut till League One-klubben Fleetwood Town på ett låneavtal över resten av säsongen 2021/2022.
Den 12 december 2022 skrev Harrop på ett korttidskontrakt med League Two-klubben Northampton Town. Den 22 januari 2024 skrev han på ett korttidskontrakt med League One-klubben Cheltenham Town.